# Jupiter Apple and Bibmo Presents: Bitter
Jupiter Apple And Bibmo Presents: Bitter (também conhecido como Bitter ) é um álbum colaborativo entre os músicos Júpiter Maçã e Bibiana "Bibmo" Morena, que era sua colega de quarto na época. Foi lançado em fevereiro de 2007 pela gravadora independente Monstro Discos como prelúdio para o então próximo álbum do músico Uma Tarde na Fruteira, programado para ser lançado ainda naquele ano pela gravadora espanhola Elefant Records. Sua sonoridade crua e despojada que contrasta com os lançamentos anteriores de Júpiter Maçã foi influenciada por nomes como David Bowie, The Rolling Stones, The Stooges, Bob Dylan e The Kinks.  
A faixa "Exactly" foi regravada de seu álbum anterior, Hisscivilization.

## Lista de faixas
Todas as faixas escritas e compostas por Júpiter Maçã, Bibmo e Lucas Hanke. 
| N.º | Título                         | Duração |  |
| 1.  | "Heat and Beat"                | 4:34    |  |
| 2.  | "Clowns"                       | 3:05    |  |
| 3.  | "(Sometimes) Fire-Heading Man" | 2:55    |  |
| 4.  | "Any Job"                      | 3:39    |  |
| 5.  | "Deep"                         | 14:06   |  |
| 6.  | "Golden Light"                 | 6:48    |  |
| 7.  | "Who's The Dragon?"            | 4:03    |  |
| 8.  | "Seventy Man"                  | 4:13    |  |
| 9.  | "Lovely Riverside"             | 4:56    |  |
| 10. | "Exactly"                      | 5:56    |  |
| 11. | "Down Myth Girl"               | 4:54    |  |

## Ficha Técnica[5]
- Júpiter Maçã – vocais, guitarra , violão, teclados, percussão, produção
- Bibiana "Bibmo" Morena – vocais, guitarra, violão
- Lucas Hanke – guitarra, baixo
- Ray-Z – guitarra
- Ed Dolzan – bateria, percussão
- André Brasil – produção